# アンティオコス1世 (コンマゲネ王)

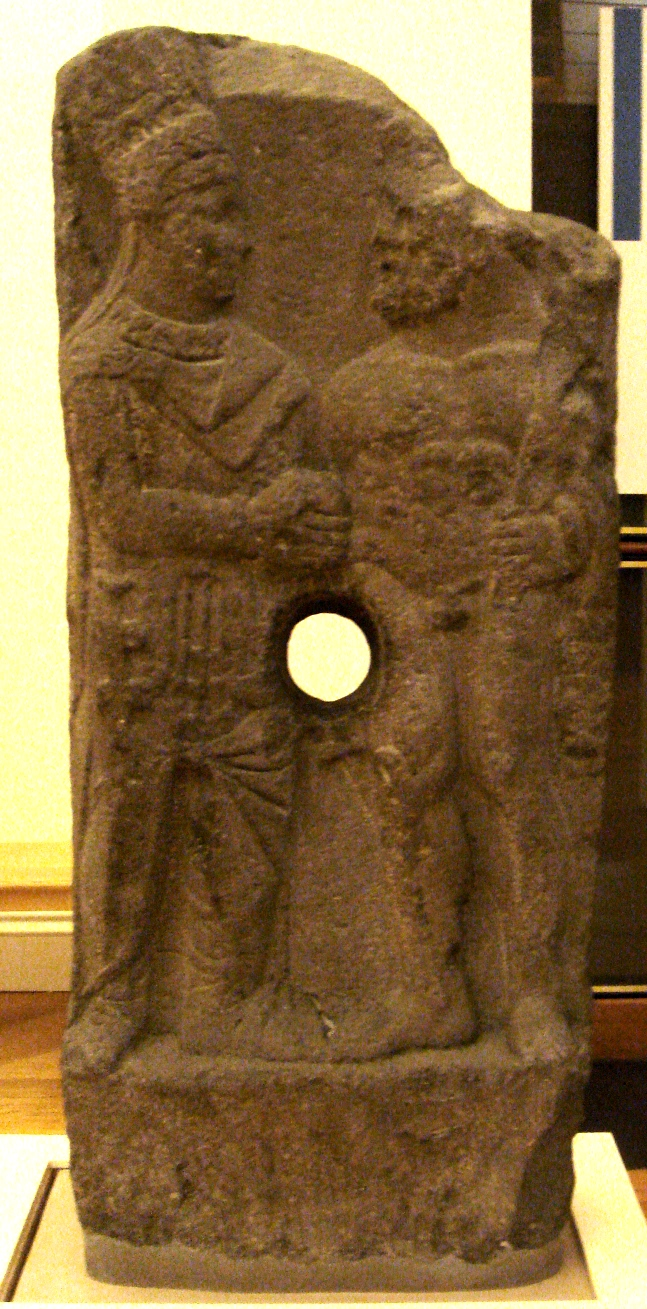
ヘラクレス（右）と握手するアンティオコスの像（大英博物館）。中央の穴は後世に開けられたもの

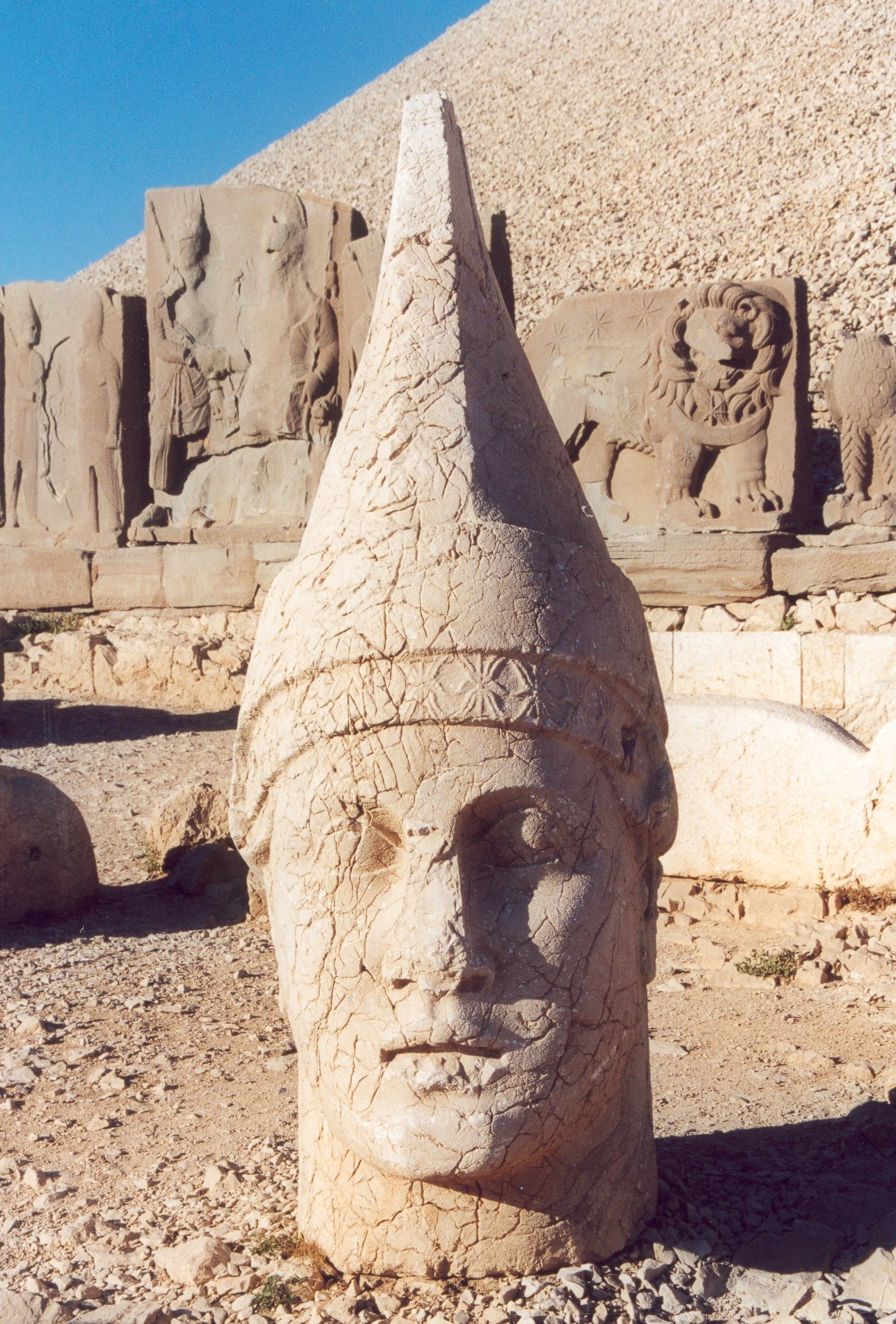
ネムルト山にあるアンティオコスの像

アンティオコス1世テオス・ディカイオス・エピパネス・ピロロマイオス・ピルヘレン（ギリシア語：Ἀντίοχος ὀ Θεός Δίκαιος Ἐπιφανής Φιλορωμαίος Φιλέλλην「公正にして偉大なる神、ローマ人の友人、ギリシャ人の友人アンティオコス」）は、ヘレニズム時代のアナトリア半島南東部コンマゲネ王国の王（在位：紀元前69年-紀元前36年）。ネムルト山墳墓の築造で知られる。

## 来歴
コンマゲネ王ミトリダテス1世カッリニコスとセレウコス朝のアンティオコス8世の王女ラオディケの息子。父と母は和平のための政略結婚だった。
アンティオコスはその治世を強力なローマ共和国への対処に費やしたが、結局ローマの属国になることは避けられなかった。信心深い王であり、ヘレニズム化されたゾロアスター教を信仰していた。信仰に関する数多くのギリシャ語碑文を残している。コンマゲネ王は自らの祖先をペルシアとセレウコス朝の双方とみなしていた。このためそのパンテオンも古代ギリシャとペルシアの双方の神々が混交したものであり、ゼウスとアフラ・マズダが同一視されていた。
アンティオコスの治世でもっとも有名な事績は、その墳墓でありパンテオンであるネムルト山の築造である。おそらくアンティオコスは一族の墓所であるその地に葬られた。アルサメイアにも父ミトリダテス1世のため墓所兼神殿を建設している。